# 乌磷布韦
乌磷布韦（英语：Uprifosbuvir，MK-3682）是一种开发用于治疗丙型肝炎的抗病毒药物。它是一种核苷酸类似物，可用作NS5B RNA聚合酶抑制剂，目前处于III期人体临床试验中。